# Triadechinus
Triadechinus is een geslacht van uitgestorven zee-egels uit de familie Stomopneustidae.

## Soorten
- Triadechinus multiporus Arnold & H.L. Clark, 1927 †